# Mùa bão Vương quốc Anh và Ireland 2017–18
Mùa bão Vương quốc Anh và Ireland 2017-18 là một sự kiện mà theo đó các xoáy thuận nhiệt đới hoạt động ở vùng phía Vương quốc Anh và Ireland trong năm 2017-18, chủ yếu từ tháng 9-tháng 5 (năm sau). Đầu tiên là cơn bão Aileen hình thành vào 12 tháng 9. Bão Brian và 19 tháng 10. Đã có 3-4 cơn bão gió cho đến thời điểm này tại khu vực này